# إسبارن بريمرهافن
إسبارن بريمرهافن (بالإنجليزية: Eisbaren Bremerhaven) هو فريق كرة سلة ألماني تأسس في 2001 يقع في بريمرهافن، ألمانيا. يلعب في الدوري الألماني لكرة السلة.